# ویکتور لوو
ویکتور لوو (هلندی: Victor Löw؛ زادهٔ ۲۵ اوت ۱۹۶۲) یک هنرپیشه اهل هلند است.
از فیلم‌ها یا برنامه‌های تلویزیونی که وی در آن نقش داشته است می‌توان به آنتونیا و شخصیت اشاره کرد.